# Lone Scherfig

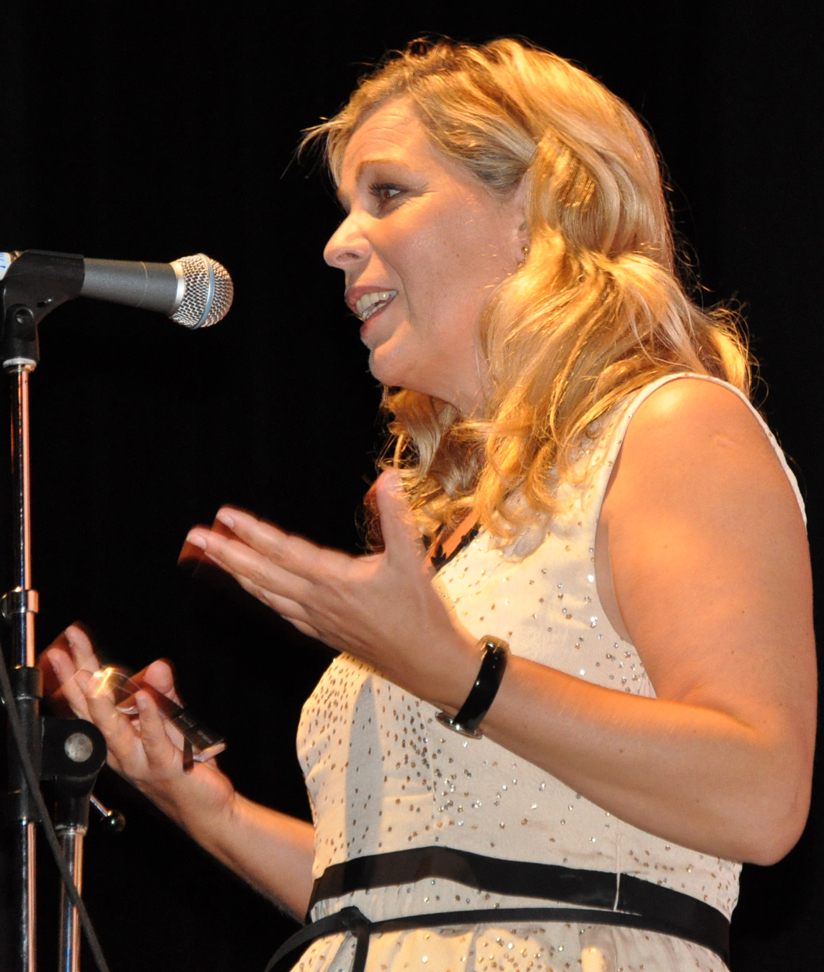
Lone Scherfig på Toronto International Film Festival 2009.

Lone Scherfig, född 2 maj 1959 i Søborg nära Köpenhamn, är en dansk filmregissör och manusförfattare. 

## Biografi
Lone Scherfig är dotter till direktören Ole Scherfig och skolföreståndaren vid Den Kongelige Ballet Lise Scherfig samt syster till teaterregissören Vibeke Wrede och direktören Christian Scherfig. Hennes far är brorson till författaren och konstnären Hans Scherfig.
Efter gymnasiet på Ingrid Jespersens skole 1976 studerade Lone Scherfig filmvetenskap på Sorbonne och utbildade sig till filmregissör på Den Danske Filmskole med examensfilmen Den onde cirkel (1984). Förutom långfilm och tv-serier har hon gjort ett flertal prisbelönta reklamfilmer för bland annat Tuborg samt radioteater. Hon fick sitt genombrott med dogmafilmen Italienska för nybörjare (2001), bland annat belönad med Silverbjörnen vid Berlins filmfestival 2001. Efter det har hon under flera år främst gjort uppmärksammade filmer i Storbritannien, såsom den Oscar- och Baftanominerade An Education (2009), En dag (2011) och Their Finest (2016). Hon skrev även manus till Pernilla Augusts Hjalmar Söderberg-filmatisering Den allvarsamma leken (2016).
Hon är gift med psykologen Jesper Allentoft med en gemensam dotter.

## Priser och utmärkelser
- 2001 – Robert för Bästa manus (Italienska för Nybörjare)
- 2017 – Göteborgs filmfestivals Nordiska hederspris

## Filmografi, i urval

### Film
- 1990 – Kajs födelsedag
- 1998 – När mor kommer hem
- 2000 – Italienska för nybörjare
- 2002 – Wilbur
- 2007 – Hjemve
- 2009 – An Education
- 2011 – En dag
- 2014 – The Riot Club
- 2016 – Den allvarsamma leken (manus)
- 2016 – Their Finest

### Tv-serier
- 1994 – Flemming & Berit
- 1997 – TAXA
- 2000 – Morten Korch – Ved stillebækken
- 2005 – Krönikan (TV-serie)